# Fuerzas Armadas de Grecia
Las Fuerzas Armadas de la República Helénica están compuestas por: el Estado Mayor de la Defensa Nacional de Grecia, el Ejército Griego, la Armada Griega y la
Fuerza Aérea Griega.
La máxima autoridad civil de las Fuerzas Armadas Griegas es el ministro de Defensa Nacional de Grecia.
Grecia tiene actualmente un servicio militar obligatorio de 9 meses para todos los varones por encima de 18 años. Las mujeres pueden servir en las Fuerzas Armadas, pero no tienen servicio obligatorio.
Grecia es un país miembro de la Unión Europea y de la OTAN, y participa en operaciones de las Fuerzas de Paz de las Naciones Unidas como la ISAF, en Afganistán; el EUFOR en Bosnia y Herzegovina y Chad y KFOR en Kosovo.
Grecia es el país de la Unión Europea que más militares tiene por cada mil habitantes (un ratio de 37,1), debido a la tensión geopolítica que mantiene con su vecina Turquía.

## Cuerpos componentes y su organización

### Estado Mayor de la Defensa Nacional
El Estado Mayor de la Defensa Nacional de Grecia lleva a cabo el mando operacional del Cuartel General Conjunto y las unidades bajo su mando, así como las fuerzas de reserva, cuando se trata de la ejecución de planes y la aplicación del sistema de gestión de crisis, la conducción de las operaciones fuera del territorio nacional y la participación de las Fuerzas Armadas en la confrontación de situaciones especiales en tiempo de paz.

### Ejército de Tierra
La función principal del Ejército Griego es el ser el responsable de las misiones de combate y del apoyo logístico. Se organiza en comandos, formaciones y unidades que se agrupan en brigadas, divisiones y cuerpos. Su principal misión es asegurar la integridad e independencia del estado griego.

## Crisis de la deuda soberana en Grecia
El 1 de noviembre de 2011, debido a la grave crisis financiera e institucional del país y por temor a un golpe de Estado el entonces presidente Yorgos Papandreu destituye a toda la cúpula militar.